# Jacques Zegers
Jacques Zegers (født d. 25. juni 1947) er en belgisk sanger, som repræsenterede Belgien ved Eurovision Song Contest 1984 med sangen "Avanti la vie". 